# Cycnia tenera
Cycnia tenera is een vlinder uit de onderfamilie beervlinders (Arctiinae) van de familie van de spinneruilen (Erebidae). De vlinder heeft een spanwijdte tussen de 30 en 40 millimeter. Hij komt voor in Noord-Amerika. De imago is zowel overdag als 's nachts actief. De soort overwintert als pop.
De voornaamste waardplant van Cycnia tenera is Apocynum cannabinum, een plant die een melkachtig sap afgeeft dat cardenoliden bevat, giftige stoffen die bescherming bieden tegen herbivoren, en die ook de rups en de vlinder giftig maken. Ook soorten uit het geslacht Asclepias dienen als waardplant.

## Fonorespons
Cycnia tenera produceert ultrasone geluiden als verdedigingsmiddel. De imago maakt een klikkend geluid in antwoord op de echolocatie-geluiden van vleermuizen. Verondersteld wordt ofwel dat de vlinder zich daarmee aan de vleermuis kenbaar maakt als een giftige soort, ofwel dat de geluiden de echolocatie van de vleermuis storen, of beide. Daarbij maakt de vlinder onderscheid tussen het geluid van een zoekende vleermuis, en dat van een vleermuis die een eenmaal gevonden potentiële prooi nadert. Alleen op dat laatste geluid volgt een fonorespons van de vlinder.